# Campeonato Paulista de Futebol de 1949 - Segunda Divisão
O Campeonato Paulista de Futebol de 1949 - Segunda Divisão foi a terceira edição da competição de futebol de São Paulo, equivaleu ao segundo nível do futebol do estado. Organizada pela Federação Paulista de Futebol, teve como campeão a equipe do Guarani, que conquistou o direito de disputar o Campeonato Paulista de Futebol de 1950.

## Forma de disputa
Seguindo o mesmo regulamento da edição anterior, mas dessa vez com mais clubes participantes, a primeira fase contou com 47 equipes divididas em 4 grupos. Disputado por pontos corridos, turno e returno, os vencedores de cada grupo avançaram para a fase final. Os 4 finalistas disputaram por pontos corridos em turno e returno, e seria vencedor a equipe que somasse mais pontos. Novamente dois times empataram em pontos, forçando um jogo extra para definir o campeão.